# Zayda Peña
Zayda Peña Arjona (1 januari 1979 - Matamoros, 1 december 2007) was een Mexicaans zangeres.
Peña was de leadzangeres van de band Zayda y los Culpables. Op 29 november 2007 werd zij in een motel door gewapende mannen beschoten. Twee anderen kwamen om het leven, maar Peña overleefde de aanslag en werd naar het ziekenhuis van Matamoros gebracht. Twee dagen later drongen de aanvallers het ziekenhuis binnen en schoten Peña alsnog dood. Deze moord was de eerste in een reeks moorden op muzikanten in Mexico, die in verband worden gebracht met drugskartels.
- Gemeinsame Normdatei: 1017519137
- Virtual International Authority File: 191452780